# Pisy
Pisy est une commune française située dans le département de l'Yonne en région Bourgogne-Franche-Comté.

## Géographie
Situé à 376 mètres, Pisy est le plus haut village du canton de Guillon et la vue porte très loin du côté du Sud sur la Terre-Plaine, puisque le village est situé à l'extrême-sud du plateau du Tonnerrois. Au Nord, par contre, le sol est ondulé et ne permet pas un aussi vaste panorama.
« En avant du village, du côté Sud, s'élève isolément le château-fort de Pizy, qui domine le versant d'une profonde dépression de terrain qui s'abaisse graduellement jusqu'au niveau du Serein entre Guillon et Montréal ».
Le territoire de Pisy (ou Pizy dans les livres datant de 1870) est arrosé par de nombreuses fontaines : citons entre autres celle de la Côte-des Longmards (cette fontaine ne semble pas se trouver sur la commune de Pisy, erreur de Victor Petit ?).

### Géologie
«  Le village de Pisy est bâti sur le calcaire à entroques. Dans la partie inférieure, c'est une roche dure, résistante, à grains serrés,d'un gris noirâtre avec taches bleues ; on y rencontre quelques empreintes de bivalves, quelques débris de pentacrinites reconnaissables à leur texture brillante et lamelleuse. Au-dessus de cette assise, le calcaire à entroques est moins résistant ; il forme des bancs moins épais, et sa couleur devient plus rougeâtre. Un peu plus haut, vers le moulin, se montrent les calcaires inférieurs de la grande-oolite, représentés, comme dans toute la contrée, par des calcaires blancs, jaunâtres, argileux, à Pholadomya vezelayi ».
Pisy est à moins d'un kilomètre de la ligne séparant l'Yonne de la Côte-d'Or.

### Climat
Pour des articles plus généraux, voir Climat de la Bourgogne-Franche-Comté et Climat de l'Yonne.
En 2010, le climat de la commune est de type climat océanique dégradé des plaines du Centre et du Nord, selon une étude du Centre national de la recherche scientifique s'appuyant sur une série de données couvrant la période 1971-2000. En 2020, Météo-France publie une typologie des climats de la France métropolitaine dans laquelle la commune est exposée à un climat océanique altéré et est dans la région climatique  Lorraine, plateau de Langres, Morvan, caractérisée par un hiver rude (1,5 °C), des vents modérés et des brouillards fréquents en automne et hiver. 
Pour la période 1971-2000, la température annuelle moyenne est de 10 °C, avec une amplitude thermique annuelle de 16,2 °C. Le cumul annuel moyen de précipitations est de 879 mm, avec 11,6 jours de précipitations en janvier et 8,5 jours en juillet. Pour la période 1991-2020, la température moyenne annuelle observée sur la station météorologique de Météo-France la plus proche, « St André », sur la commune de Saint-André-en-Terre-Plaine à 10 km à vol d'oiseau, est de 11,3 °C et le cumul annuel moyen de précipitations est de 849,9 mm. 
La température maximale relevée sur cette station est de 41,3 °C, atteinte le 24 juillet 2019 ; la température minimale est de −16 °C, atteinte le 20 décembre 2009,,. 
Les paramètres climatiques de la commune ont été estimés pour le milieu du siècle (2041-2070) selon différents scénarios d'émission de gaz à effet de serre à partir des nouvelles projections climatiques de référence DRIAS-2020. Ils sont consultables sur un site dédié publié par Météo-France en novembre 2022.

## Urbanisme

### Typologie
Au 1er janvier 2024, Pisy est catégorisée commune rurale à habitat dispersé, selon la nouvelle grille communale de densité à sept niveaux définie par l'Insee en 2022.
Elle est située hors unité urbaine. Par ailleurs la commune fait partie de l'aire d'attraction d'Avallon, dont elle est une commune de la couronne,. Cette aire, qui regroupe 74 communes, est catégorisée dans les aires de moins de 50 000 habitants,.

### Occupation des sols
L'occupation des sols de la commune, telle qu'elle ressort de la base de données européenne d’occupation biophysique des sols Corine Land Cover (CLC), est marquée par l'importance des territoires agricoles (69,4 % en 2018), une proportion identique à celle de 1990 (69,4 %). La répartition détaillée en 2018 est la suivante : 
terres arables (36 %), prairies (31,8 %), forêts (23,1 %), milieux à végétation arbustive et/ou herbacée (7,5 %), zones agricoles hétérogènes (1,6 %). L'évolution de l’occupation des sols de la commune et de ses infrastructures peut être observée sur les différentes représentations cartographiques du territoire : la carte de Cassini (XVIIIe siècle), la carte d'état-major (1820-1866) et les cartes ou photos aériennes de l'IGN pour la période actuelle (1950 à aujourd'hui).

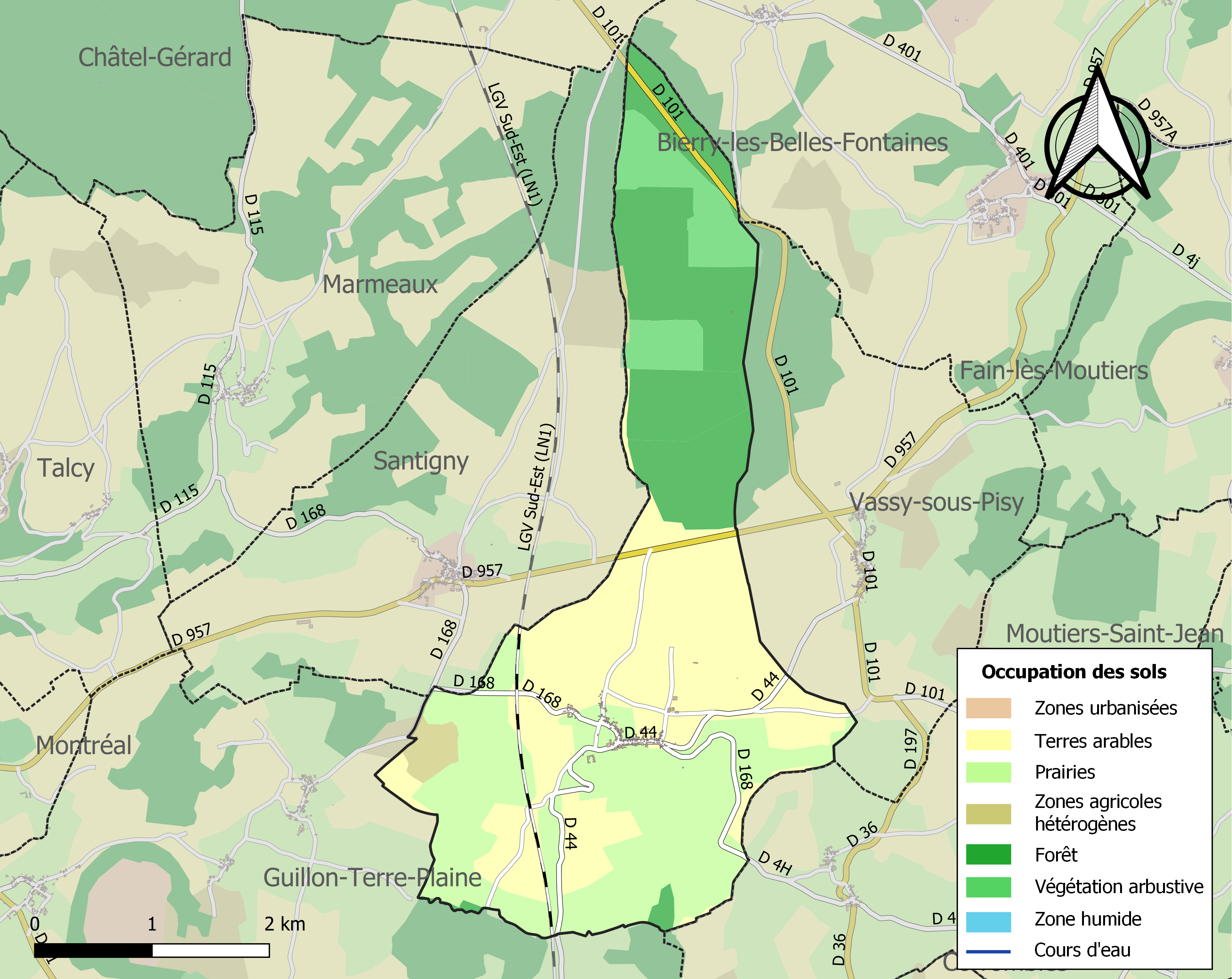
Carte des infrastructures et de l'occupation des sols de la commune en 2018 (CLC).

## Histoire
Pisy est cité au VIIe siècle sous le nom Piciacum. En 621, l'évêque d'Auxerre saint Didier en aurait fait don à son chapitre.
La première mention des sires de Pizy remonte à 1189 : elle concerne Jean d'Arcis. Celui-ci, avant son départ en croisade, octroya une charte à l'abbaye des Escharlis. En 1235, Guy d'Arcis, seigneur de Pisy, y fit bâtir une maison forte avec l'aval de son suzerain Anséric de Montréal. Cette famille étendit considérablement son domaine avec les villages de Vault-de-Lugny, Pontaubert, Lucy-sur-Cure.
Des familles diverses se succédèrent à Pisy : les Grancey, les Surienne. Rappelons François de Surienne dit L'Aragonais, au surnom évocateur de Polyorcète (le preneur de ville).
On dit que « les seigneurs d'Époisses, de Pizy, de Montelon, de Thizy, de Montréal et de Montjalin, pouvaient correspondre entre eux durant la nuit à l'aide de feux, et durant le jour par la fumée. Ces différentes forteresses sont, en effet, placées de manière à échanger des signaux pouvant ainsi parvenir aux grands châteaux de Semur-en-Auxois et d'Avallon, desquels elles dépendaient. »

## Politique et administration
| Période   | Période   | Identité          | Étiquette | Qualité |
| --------- | --------- | ----------------- | --------- | ------- |
| 1929      | mai 1953  | Lucien Jeannin    |           |         |
| mai 1953  | mars 1971 | Fernand Gueniffey |           |         |
| mars 1971 | 1988      | Jean-Paul Barault | DVG       |         |
| 1988      | mars 2008 | Bernard Jeannin   |           |         |
| mars 2008 | en cours  | Guy Gueniffey     |           |         |

## Démographie
L'évolution du nombre d'habitants est connue à travers les recensements de la population effectués dans la commune depuis 1793. Pour les communes de moins de 10 000 habitants, une enquête de recensement portant sur toute la population est réalisée tous les cinq ans, les populations de référence des années intermédiaires étant quant à elles estimées par interpolation ou extrapolation. Pour la commune, le premier recensement exhaustif entrant dans le cadre du nouveau dispositif a été réalisé en 2007.

En 2022, la commune comptait 80 habitants, en évolution de +12,68 % par rapport à 2016 (Yonne : −1,95 %, France hors Mayotte : +2,11 %).
| 1793 | 1800 | 1806 | 1821 | 1831 | 1836 | 1841 | 1846 | 1851 |
| ---- | ---- | ---- | ---- | ---- | ---- | ---- | ---- | ---- |
| 407  | 386  | 397  | 357  | 403  | 384  | 390  | 389  | 405  |

| 1856 | 1861 | 1866 | 1872 | 1876 | 1881 | 1886 | 1891 | 1896 |
| ---- | ---- | ---- | ---- | ---- | ---- | ---- | ---- | ---- |
| 386  | 376  | 360  | 335  | 331  | 295  | 299  | 283  | 260  |

| 1901 | 1906 | 1911 | 1921 | 1926 | 1931 | 1936 | 1946 | 1954 |
| ---- | ---- | ---- | ---- | ---- | ---- | ---- | ---- | ---- |
| 239  | 239  | 237  | 216  | 200  | 188  | 190  | 172  | 166  |

| 1962 | 1968 | 1975 | 1982 | 1990 | 1999 | 2006 | 2007 | 2012 |
| ---- | ---- | ---- | ---- | ---- | ---- | ---- | ---- | ---- |
| 151  | 130  | 105  | 107  | 90   | 80   | 68   | 66   | 63   |

| 2017 | 2022 | - | - | - | - | - | - | - |
| ---- | ---- | - | - | - | - | - | - | - |
| 76   | 80   | - | - | - | - | - | - | - |

## Lieux et monuments

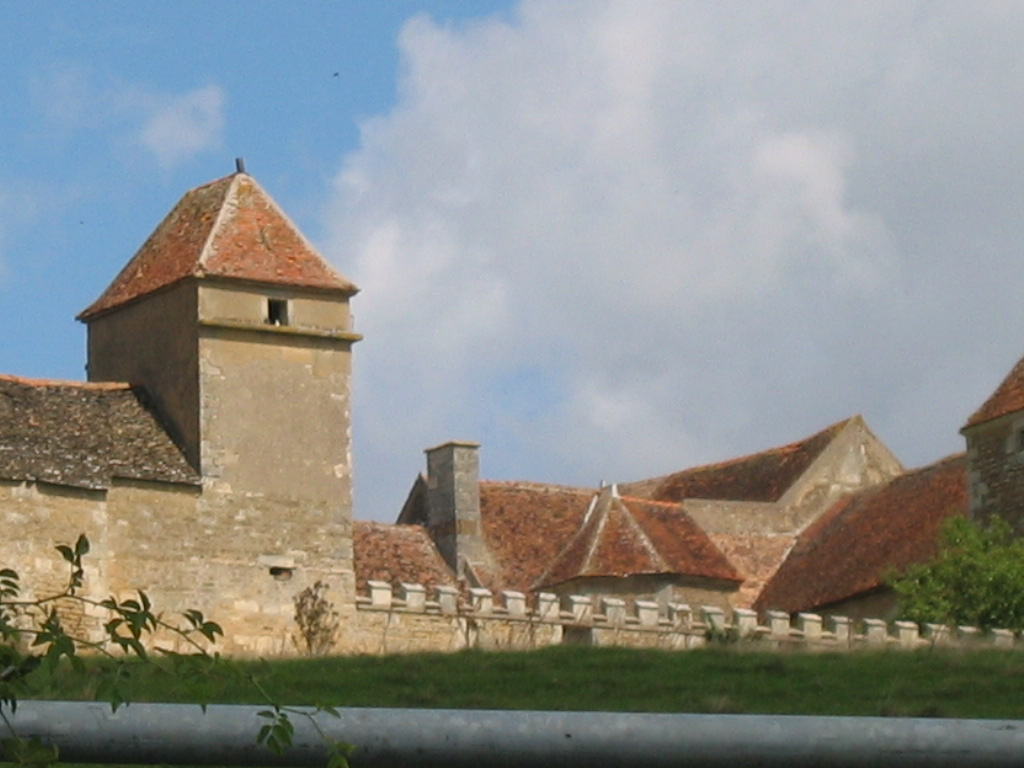
Vue du château côté sud
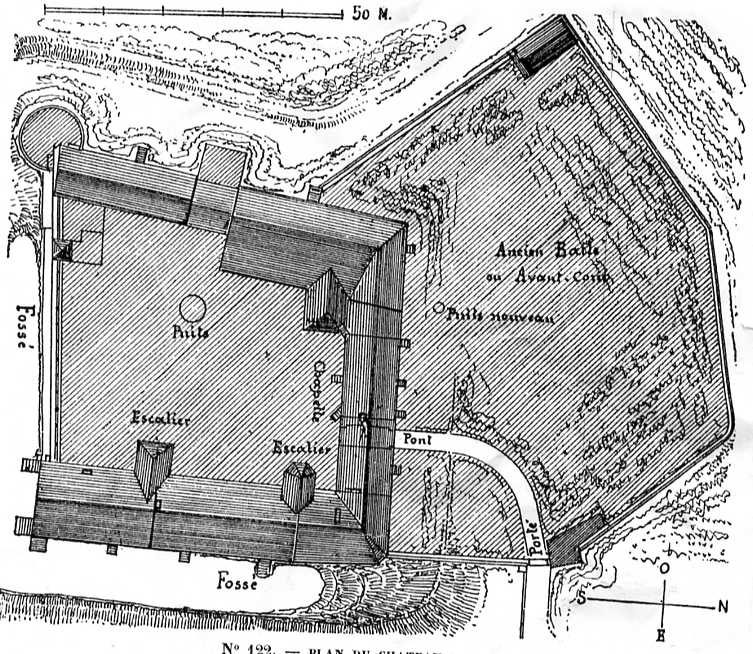
Plan du château de Pisy
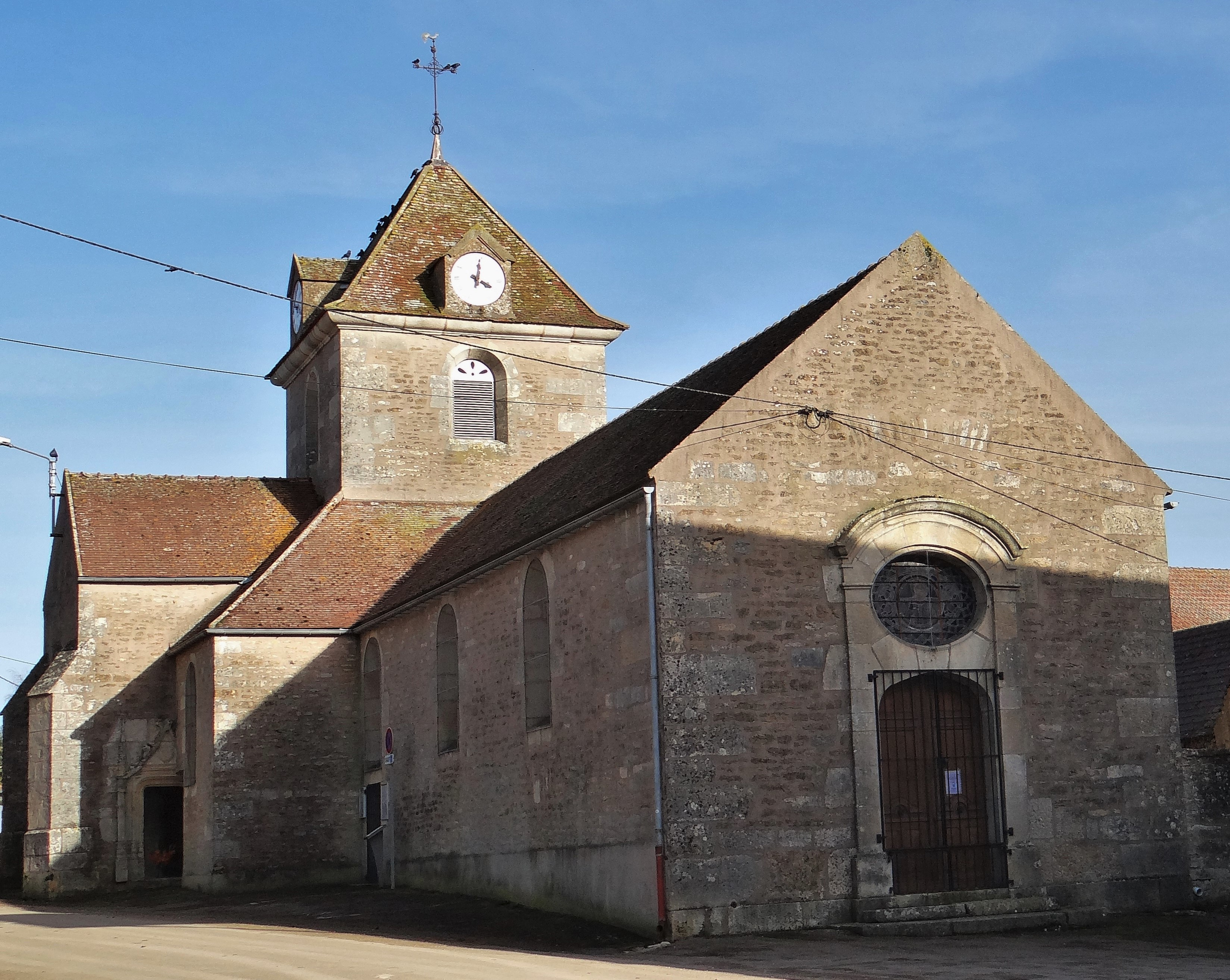
Eglise St-Germain.
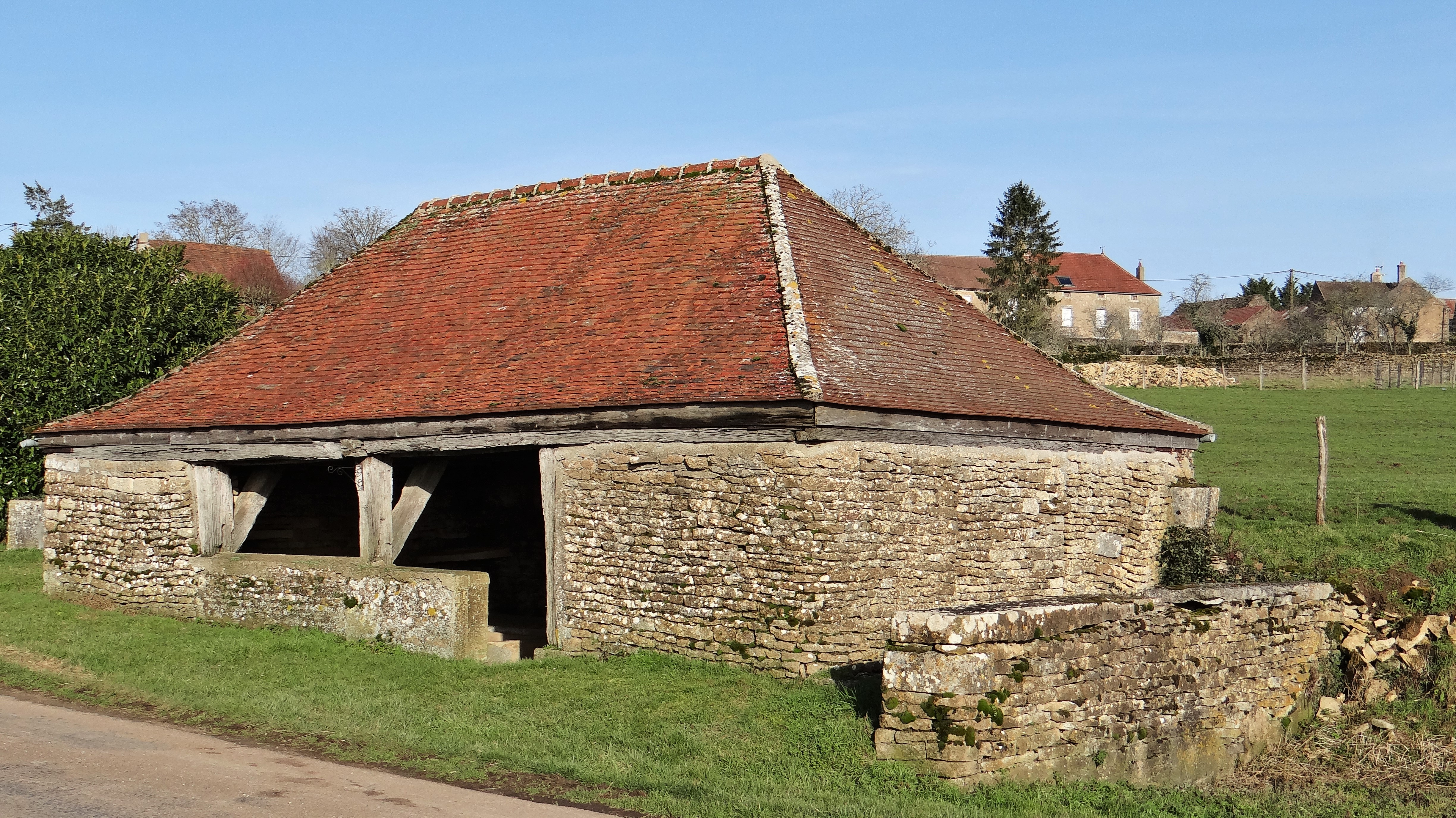
Lavoir.

Le château fort est l'un des édifices les plus importants de la région après la forteresse de Semur-en-Auxois. Les différents corps de logis donnent une idée assez exacte de ce que fut une maison-forte au Moyen Âge : la grande façade de l'est et ses contreforts, la courtine au sud qui ferme la cour, les tourelles d'escaliers, la chapelle (milieu du XIIIe siècle), fenêtres à croisillons, meurtrières du chemin de ronde. La muraille crénelée au midi était bordée et défendue par un fossé rempli d'eau. La vaste cour, délimitée par les trois bâtiments placés en retour d'équerre, permettait de réunir les vassaux retrayants.
On accédait aux étages par des escaliers en pierre logés dans les tourelles. Au premier étage les habitations du seigneur, de sa famille et de sa suite. De grandes cheminées de pierre distribuaient une maigre chaleur. Au troisième étage se trouvait le chemin de ronde, construit sur l'épaisseur même des murs.
Au rez-de-chaussée les salles étaient destinées aux vassaux retrayants et à la garnison : les provisions étaient entassées dans les caves.
La chapelle du château par ses dimensions nous laisse entrevoir l'importance du nombre de gens vivant dans l'enceinte de la fortification.
Les guerres du XVe anéantirent le château et Eudes de Ragny le fit presque entièrement reconstruire en 1480 : de cette époque, datent les armoiries de la Chambre Rouge. Au moment de la Ligue, ce site fut très convoité par les deux partis en présence.
Pisy appartint aux XVIIe et XVIIIe siècles aux Brulart de Genlis, aux d'Harcourt, et aux Estiennot. 
La maison est aujourd'hui une propriété privée. Depuis 1944  elle  est inscrite aux monuments historiques (inscription par arrêté du 3 janvier 1944). Elle a servi de cadre à plusieurs films historiques (voir ci-dessous). En 2023, elle est rachetée par la direction de Guédelon pour la rénover.
L'église paroissiale Saint-Germain a connu différentes époques de construction. Le chœur et la croisée (sous le clocher)  remontent au XIIe siècle. Les deux chapelles de part et d'autre du clocher ont été reconstruites au XVe siècle tandis que la nef l'a vraisemblablement été à la fin du XVIIe siècle, comme le montre le décor sobre de la façade. L'abside est en cul-de-four et couverte en lave. L'église possède également deux portes sculptées des XVe siècle-XVIe siècle.

## Personnalités liées à la commune
- Les d’Arcy, premiers seigneurs de Pisy. Leurs descendants habitent désormais en Suisse.
- Pierre Saint-Paul, peintre plutôt abstrait, il achète le château de Pisy en 1980 pour le revendre en 2000. Il habite depuis dans une maison du village et continue à peindre.

## Pisy et le cinéma
Pisy a accueilli le tournage de :
- Le Mal d'aimer (1986) de Giorgio Treves, avec Robin Renucci, Carole Bouquet, Isabelle Pasco.
- Jeanne la Pucelle (1994) de Jacques Rivette avec Sandrine Bonnaire, André Marcon, Didier Sauvegrain, Jean-Louis Richard.
- La Commanderie (tournage en 2009, diffusée sur France3 en avril 2010).

## Pour approfondir

### Sources archivistiques
Les Archives nationales de France conservent sous la cote MC/ET/CXVII/1073 des documents concernant les anciennes seigneuries de Bourgogne (documents du XIVe siècle) sur Island (autrefois Island-le-Saulsois), Pisy (autrefois Pizy), Champ-Gachot, et autres  lieux dans l’arrondissement de l’actuel Avallon (Yonne) : titres de propriété, vente des seigneuries, reconnaissance des droits de justice de la seigneurie d’Island-le-Saulsois, bail à cheptel, à moitié de bétail et d’abeilles, etc.